# Дион (царь Лаконии)
Дион (др.-греч. Διών) — в древнегреческой мифологии царь из Лаконики, муж Ифитеи, дочери Прогная (миф о нём содержится только у Сервия, комментирующего строчку Вергилия об орехах, и не входит в общую родословную спартанских царей). В благодарность за гостеприимство его жены Аполлон наделил их трёх дочерей (Орфу, Лико и Карию) даром пророчества, при условии, что те не будут допытываться недолжного знания или предавать желания богов.
Когда позже Спарту посетил Дионис, он был гостеприимно принят Дионом или его женой, и Кария стала его возлюбленной. Когда Дионис после недолгого отсутствия вернулся, чтобы освятить построенный в свою честь храм, сёстры Карии попытались препятствовать её встрече с Дионисом, хотя он напоминал им об условии Аполлона.
Тогда Дионис навёл на двух сестёр безумие, они убежали к Тайгету и превратились в скалы, а свою возлюбленную Карию он превратил в ореховое дерево (с «грецкими орехами»). Артемида рассказала об этом лаконянкам, и те посвящали этот храм в северной Лаконике Артемиде Кариатиде, где в роще спартанскими девушками отмечался праздник с танцами в честь Артемиды.
Ежегодные хороводы и пляски в Карии (местность, посвященная Артемиде и нимфам, где под открытым небом стояла статуя Артемиды Кариатиды) упоминают Стаций и Павсаний. Во время Мессенских войн Аристомен устроил там засаду и взял в плен многих спартанских девушек.

## Справочники
- Лексикон Рошера. — Т. 1., Стлб. 1028.; Т. 2., Стлб. 969—970, 2178.  (нем.)
- Лосев Α. Φ. Мифология греков и римлян / Сост. А. А. Тахо-Годи; общ. ред. А. А. Тахо-Годи и И. И. Маханькова. — М.: Мысль, 1996. — С. 663. — ISBN 5-244-00812-9  (рус.)
- Дион на mythindex.com Архивная копия от 16 июня 2010 на Wayback Machine  (англ.)